# Petchénègues
VIIIe siècle – 1122
- Extension du territoire petchénègue vers l'an 1000.

Entités précédentes :
- Khazars

Entités suivantes :
- Coumans

Les Petchénègues ou Petchenègues (Peçenekler en turc, besenyők en hongrois, Pecenegi en roumain, Печенеги en russe) sont un peuple nomade d'origine turcique qui apparait au VIIIe siècle à la frontière sud-est de l'Empire khazar.
Ils s'installent au Xe siècle au nord de la mer Caspienne. Selon la légende, ils constituent la tribu Peçenek des Oghouzes, issue de Dağ Han (« Prince Montagne »), l'un des six fils d'Oghuz Khan, considéré comme l'ancêtre des Turcs.

## Histoire

### Ethnonymie
La signification de leur ethnonyme est obscure. Petchénègue serait un dérivé du vieux turc bajanaq, bajinaq, « beau-frère ». Au Moyen-Orient, les Petchénègues sont d'abord mentionnés dans les textes perses et arabes sous les noms Bjnak, Bjanak ou Bajanak. À partir du XIe siècle, ils apparaissent sous les noms Patzinakoi ou Patzinakitai (« Patzinaces ») dans les textes byzantins tandis que les Slaves orientaux les appelaient Pechenegi ou Pechenezi. Aux XIe et XIIe siècles, les chroniqueurs occidentaux d'expression latine les désignaient parfois sous le nom de Pincenarii (« Pincenaires »).

### Langue
Mahmoud de Kachgar affirme que les Petchénègues parlaient une langue turque proche des langues oghouzes.

### Origines
Au début du VIIIe siècle, les Petchénègues sont établis dans la vallée du Syr-Daria, en Asie centrale.
Selon Constantin Porphyrogénète, les Petchénègues s'établissent vers la fin du IXe siècle entre la Volga et le fleuve Oural, au nord de la mer Caspienne. Il les décrit comme des « Barbares cupides et insatiables, toujours prêts à se vendre [comme mercenaires] pour attaquer les Russes et les autres Barbares ». Ils tombent bientôt sous la domination des Khazars qui, selon l'explorateur et géographe perse Ibn Rustah, « les envahissaient tous les ans » pour percevoir le tribut qui leur était dû [pas clair].
Chassés de leurs terres par les Oghouzes, alliés des Khazars, les Petchénègues migrent vers l'ouest.

### Migrations vers l'ouest

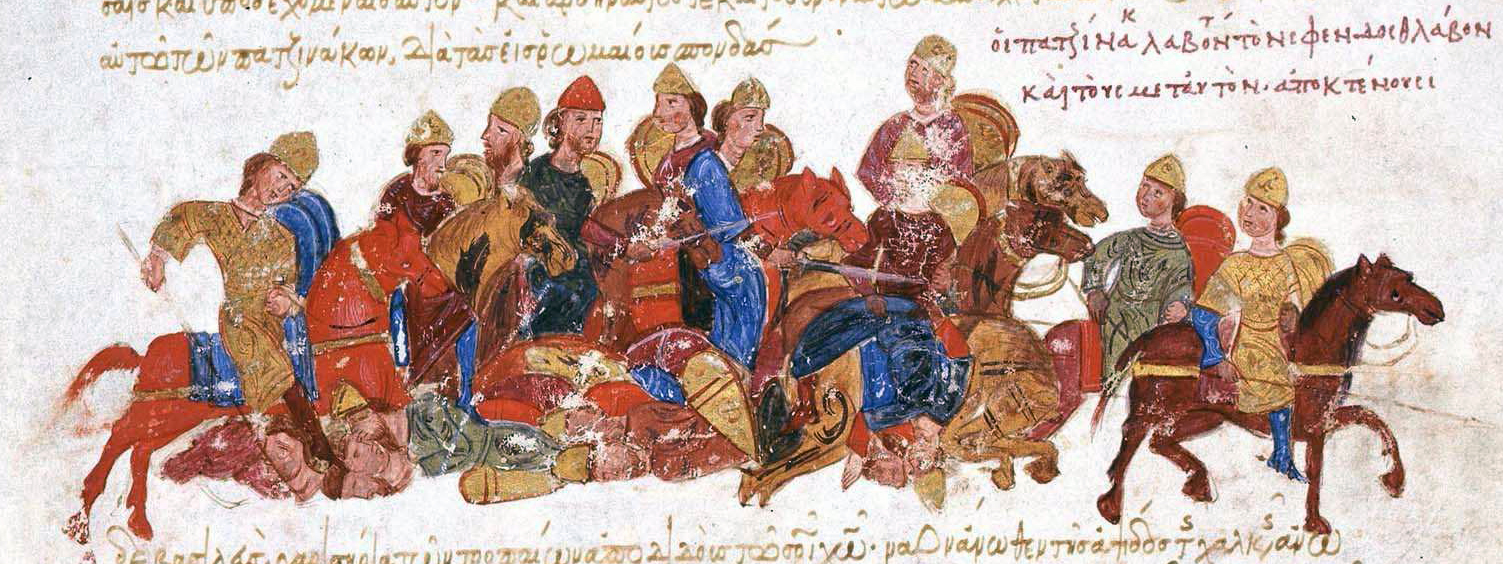
Les Petchénègues poursuivent l'armée de Sviatoslav (miniature de la Chronique de Skylitzès, XIIe siècle).

Nomadisant tout d'abord dans le nord-ouest du Kazakhstan moderne, à l'est de la Volga, ils forment peu à peu une part de plus en plus importante de l'armée de Khazars. Au IXe siècle, ils sont utilisés par ceux-ci pour réprimer des révoltes dans l'Empire khazar. Au cours de cette période, les Petchénègues se divisent probablement en plusieurs groupes : l'un aurait accepté la suzeraineté khazare, l'autre aurait intégré une fédération de tribus turques, tandis qu'un troisième groupe aurait décidé de migrer vers l'ouest.
En 889, ce dernier groupe de Petchénègues franchit la Volga et s'installe entre le Dniepr et le Don ; puis en 895, il franchit le Dniepr et, allié aux Bulgares du tsar Siméon Ier de Bulgarie (Siméon Ier le Grand), prend possession du royaume magyar de l'Etelköz. Une partie importante des tribus magyares quittent la région (sept tribus, à côté de trois tribus khazares) et s'installent en Pannonie, fondant le premier établissement du futur royaume de Hongrie.
En 934, les Petchénègues s'associent aux Magyars installés dans le bassin des Carpates pour piller la Thrace et menacer Constantinople.
Ils constituaient également une menace pour le Rus’ de Kiev, aussi le prince Igor de Kiev tentera en 945 de les détourner vers l'Empire byzantin et son fils Sviatoslav trouvera la mort en luttant contre eux (972) ; décapité, son crâne sera transformé en coupe à boire par le chef petchénègue Kurya.
Vers la fin du Xe siècle, certains groupes se convertissent à l'islam. D'autres, au contact de la principauté de Kiev, embrassent le christianisme sous la direction du chef Metigaï. En 1008, l’évêque missionnaire allemand Bruno de Querfurt prend personnellement la tête d’une mission d’évangélisation des Petchénègues, dans les territoires compris entre la Volga et l’Oural.

### Déclin et disparition
Entre 1036 et 1053, vaincus et harcelés par la Rus' de Kiev, ils franchissent le Danube et progressent à l'intérieur de l'Empire byzantin. C'est ainsi qu'en 1086 ils s'emparent de la Thrace et battent les troupes byzantines à Silistra en 1090.

Tamga des Petchénègues.

À l'automne de la même année, les Petchénègues mettent le siège devant Constantinople, qu'ils tentent de prendre en s'alliant avec les Seldjoukides. Pour affronter cette coalition, Alexis Ier Comnène se rapproche d'un autre peuple de cavaliers turcs, les Coumans : ceux-ci battent les Petchénègues le 29 avril 1091 à la bataille de la colline de Lebounion. L'empereur Alexis Comnène intègre par la suite dans l'armée byzantine les Petchénègues vaincus (ou une partie), et les installe dans la région de Moglena (Macédoine grecque) dans un tagma. Lors de la première croisade populaire, les pèlerins dirigés par Pierre l'Ermite pillent Belgrade et massacrent la garnison petchénègue qui était au service du duc Nicétas, prince des Bulgares (alors sous domination byzantine) et gouverneur de la ville.
La bataille de Lebounion n'achève pas pour autant les Petchénègues : ayant reconstitué leurs forces et se montrant toujours menaçants, ils sont définitivement vaincus en 1122 par l'empereur byzantin Jean II Comnène ; ceux qui échappent à la mort ou à la capture se dispersent dans les Balkans et surtout en Transylvanie où ils se mélangent avec les Valaques et les habitants du royaume de Hongrie. On prétend que les Karakalpaks et les Gagaouzes descendaient en partie des Pechenegs.

## Les Petchénègues de Hongrie
La présence de ce peuple en Hongrie est attestée dès le Xe siècle. Des groupes de Petchénègues avaient en effet rejoints les Magyars en Transylvanie et dans la grande plaine hongroise sous le règne de Géza (972-997). Selon la Gesta Hungarorum, ce dernier, qui favorisa la christianisation des Hongrois, fera enterrer vivant le chef petchénègue Tonuzoba (hu) qui refusait de se convertir.
Aux XIe et XIIe siècles, des Petchénègues, païens, musulmans ou chrétiens, étaient recrutés par le royaume de Hongrie pour servir de gardes-frontières et de mercenaires, fournissant à l'armée hongroise des archers montés. Après la bataille de Beroia (1122), d'autres groupes sont accueillis par le roi Étienne II.
En 1203, le roi Émeric octroie une charte aux Petchénègues affectés à la défense des frontières septentrionales du royaume, dans la région dite « terra Bissenorum » c'est-à-dire « terre des Petchénègues » en latin. Les Petchénègues de Hongrie étaient gouvernés par leur propre ispán (comes Byssenorum). Une lettre datée de 1224 fait état de la présence de Petchénègues parmi la communauté musulmane vivant dans le village d'Árpás, près de Győr. Quelques années plus tard, le roi André II envoie au secours du tsar bulgare Boril, en guerre contre les Coumans, une armée dans laquelle des Petchénègues sont mentionnés. En 1260, lors de la bataille de Kressenbrunn, des soldats petchénègues sont encore mentionnés parmi les troupes du roi Béla IV, alors en guerre contre le roi Ottokar II de Bohême.
Au XIVe siècle, le roi Louis Ier le Grand (1342–1382) autorise les hommes libres de la communauté petchénègue du comté d'Alba Regia à intégrer les rangs de la noblesse hongroise. Un demi-siècle plus tard, le roi Sigismond Ier (1387–1437) fait de même avec les hommes libres de la communauté petchénègue du comté de Tolna.
L'humaniste italien Antonio Bonfini, qui séjourna plusieurs années en Hongrie sous le règne de Matthias Corvin (1458–1490), décrira les Petchénègues de Hongrie comme des hommes portant de longues barbes et de longues moustaches, vêtus à la mode persane, d'une tunique de soie flottante.
Les Petchénègues de Hongrie seront progressivement christianisés et magyarisés et après le XVe siècle, il n'y a plus de mention de ce peuple. Ils sont à l'origine de la présence en Hongrie du patronyme Besenyő qui signifie tout simplement « Petchénègue ». Ce patronyme est attesté au début du XVe siècle sous sa forme latine, Bissenus ou Byssenus, porté notamment par un certain Paulus Byssenus, qui fut gouverneur (Ban) de Dalmatie, de Croatie et de Slavonie. Plusieurs villages hongrois tirent également leurs noms de ce peuple turc : Besenyszög, Besnyő, Besenyőtelek, Ládbesenyő, Szirmabesenyő, Aba ou Bes (e) nyő.
Dans les Balkans et en Europe centrale et orientale, des groupes de Petchénègues, probablement peu nombreux, laissèrent en guise d’héritage leur ethnonyme, à l’origine du nom de certaines localités :
- Roumanie :
  - Viișoara (ro), dont le nom hongrois est Besenyő ;
  - Peceneaga, village du Județ de Tulcea.

- Serbie :
  - Bešenovo (nom hongrois : Besenyő) ;
  - Bešenovački Prnjavor (nom hongrois : Besenyőmonostor).

- Slovaquie :
  - Bešeňová (nom hongrois : Besenyőfalu) ;
  - Pečeňady (nom hongrois : Besenyőpetőfalva).

#### Sources primaires
- Constantin VII Porphyrogénète, De administrando Imperio (vers 950), Chap. XXXVII à XXXIX, 37, « Le peuple des Petchénègues »
- Raymond d'Aguilers, Histoire des Francs qui ont pris Jérusalem (1098-1100)
- Chronique des temps passés (Chronique de Nestor, vers 1111)
- Albert d'Aix, Histoire des faits et gestes dans les régions d'outre-mer, depuis l'année 1095 jusqu'à l'année 1120 de Jésus-Christ (1125-1150)
- Chronique de Mathieu d'Édesse (~1060-1144)
- Anne Comnène, Alexiade (1148)
- Recueil des historiens des croisades

#### Autres sources
- Peter Benjamin Golden (en), Nomads and their Neighbours in the Russian Steppe : Turks, Khazars and Quipchaqs. Ashgate, 2003,  (ISBN 0-86078-885-7).
- Victor Spinei (en), The Great Migrations in the East and South East of Europe from the Ninth to the Thirteenth Century (traduction : Dana Badulescu), 2003,  (ISBN 973-85894-5-2).
- Omeljan Pritsak, « The Pechenegs : A Case of Social and Economic Transformation ». Archivum Eurasiae Medii Aevi (The Peter de Ridder Press) 1 : 211–235.
- (en) András Pálóczi-Horváth, Pechenegs, Cumans, Iasians : steppe peoples in medieval Hungary, Corvina, 1989.
- Boris Zhivkov, Khazaria in the Ninth and Tenth Centuries, BRILL, 2015,  (ISBN 9004294481).
- Bernard Le Calloc’h, Des Asiatiques en Hongrie : Khazars, Kabars et Alains (« Les Petchénègues ont-ils précédé les Jász ? »), L'Harmattan, 2013.